# Crátera de Éurito

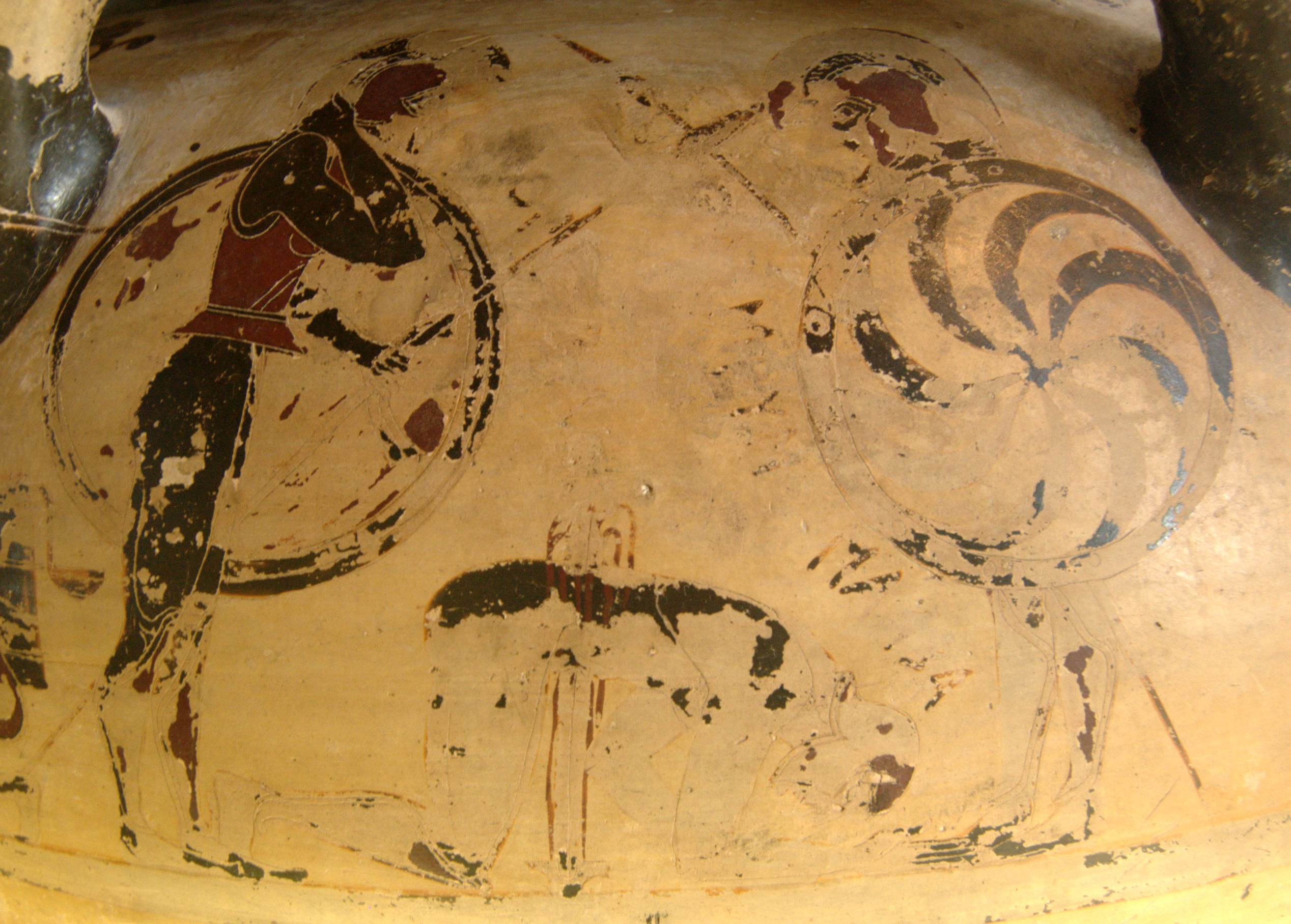
Escena en la crátera del suicidio de Áyax el Grande.

Crátera de Éurito es el nombre dado a una famosa crátera corintia,  Está datada en torno al año 600.-590 a. C Su nombre se debe a su motivo principal, que representa el mito de Éurito y Heracles. Actualmente se exhibe en el Museo del  Louvre (n.º inv. E 635).
Fue elaborada  en Corinto y representa la cerámica corintia temprana. Se vendió en Italia a los etruscos y fue hallada en una tumba etrusca en Cerveteri, cerca de Roma, en la antigua región de Etruria,Está  conservada en el Museo del Louvre.

## Descripción
Es una crátera de columnas, un tipo nuevo en la época de la creación del vaso. El vaso combina las posibilidades de la recién inventada cerámica de figuras negras y la pintura policromada  Es el ejemplo más antiguo conocido de este tipo. Mide unos 46 cm de altura. Su decoración pintada combina cerámica de figuras negras y pintura policromada. Las pinturas principales representan un tema mitológico, en el que Heracles se casa con la hija de Éurito, Íole, y la batalla posterior a la disputa, en la que Heracles mata al hijo de Éurito, Ífito. Los personajes y la situación son reconocibles porque el nombre de cada uno está escrito junto a su nombre en alfabeto corintio arcaico. En la pintura están inscritos los nombres de Heracles y Éurito, así como los hijos de Éurito: Ífito, Íole, Deyoneo y Clito. La escena del banquete es la representación más antigua conocida de comensales reclinados en klines (divanes).
En un lado del vaso, se representan soldados luchando frente a Troya. La parte inferior del vaso está rodeada por una representación de competiciones ecuestres. Además, bajo las asas hay dos imágenes: una muestra los preparativos para un festín y la otra, la de Áyax el Grandes suicidándose de  en presencia de Odiseo y Diomedes. De esta manera, la decoración combina tres temas populares en la pintura de vasos: batalla, festín y carreras de caballos. El registro inferior representa garzas, animales y una cacería de ciervos.

Ilustración con la recomposición del suicidio de Áyax.

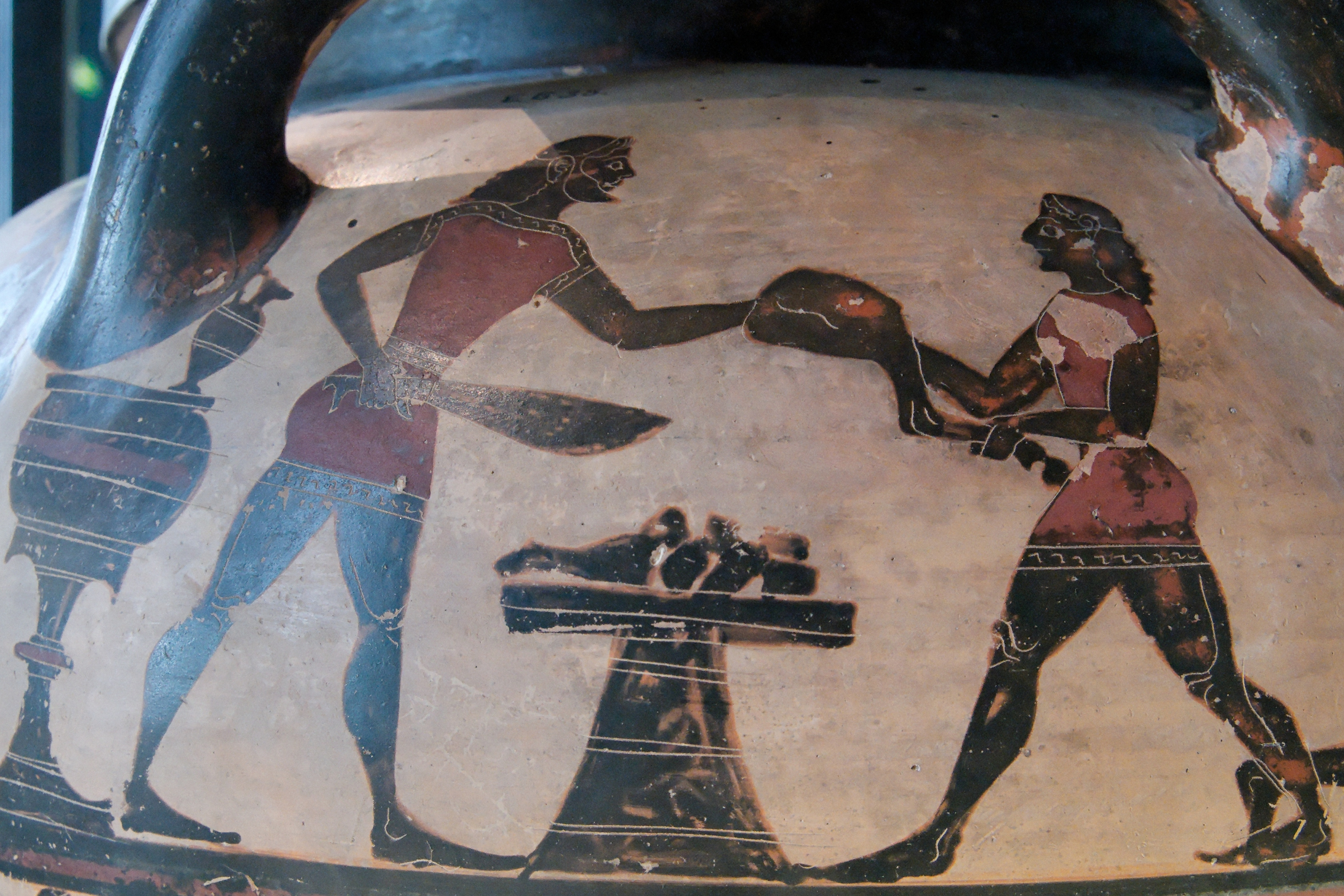
Cara A: los preparativos para el simposio.
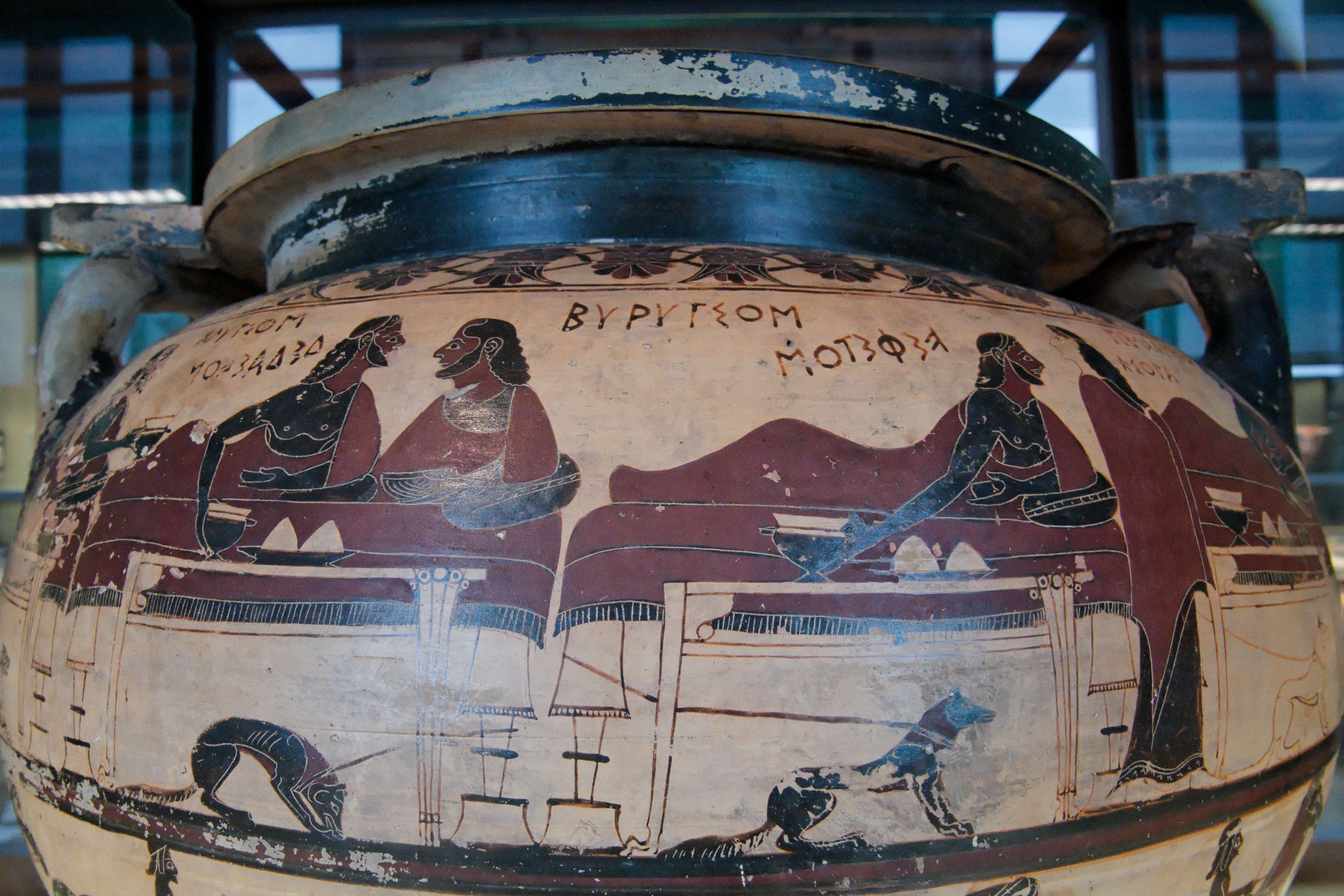
Cara A: Íole, Éurito y Heracles en el simposio.
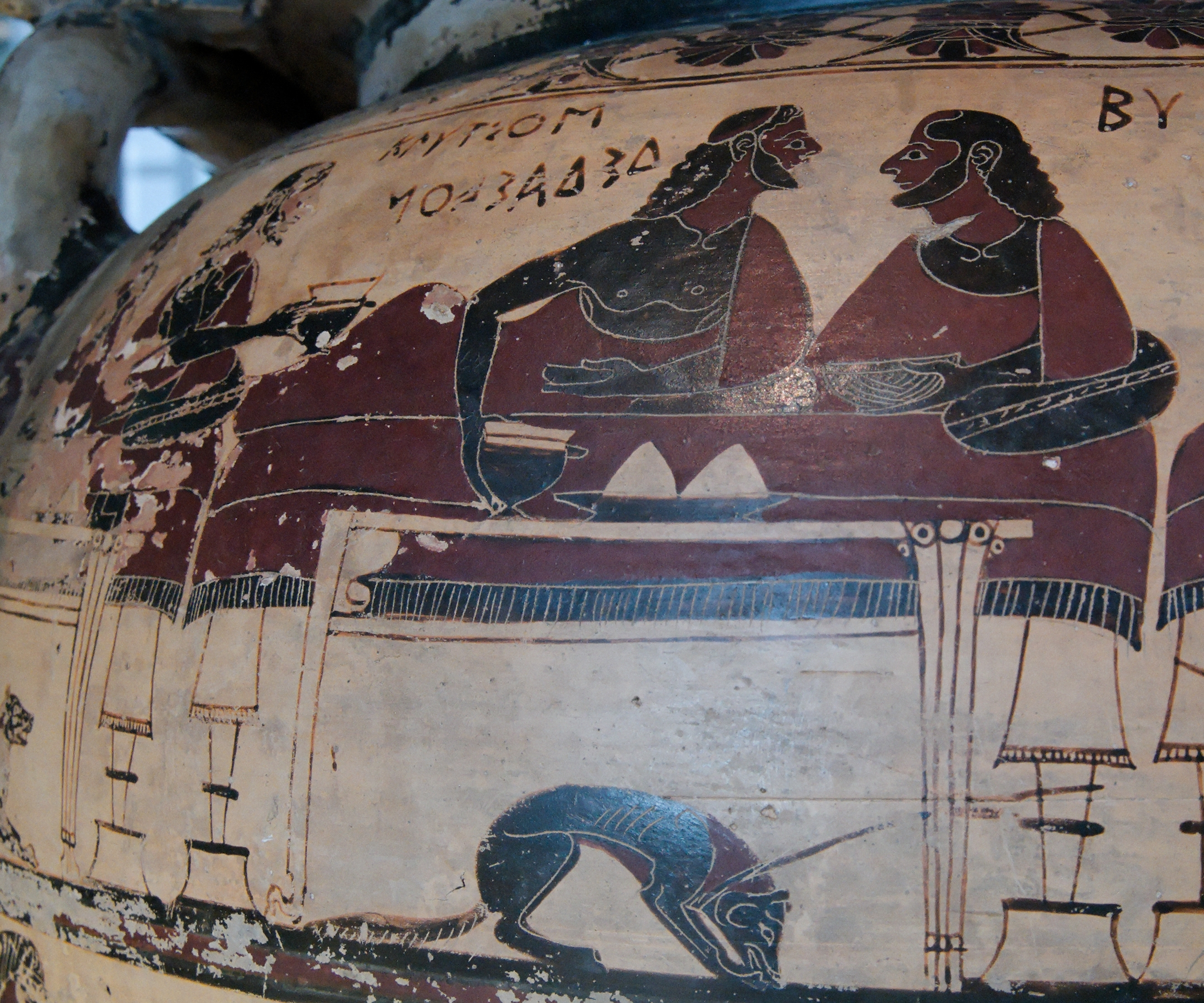
Cara A: detalle
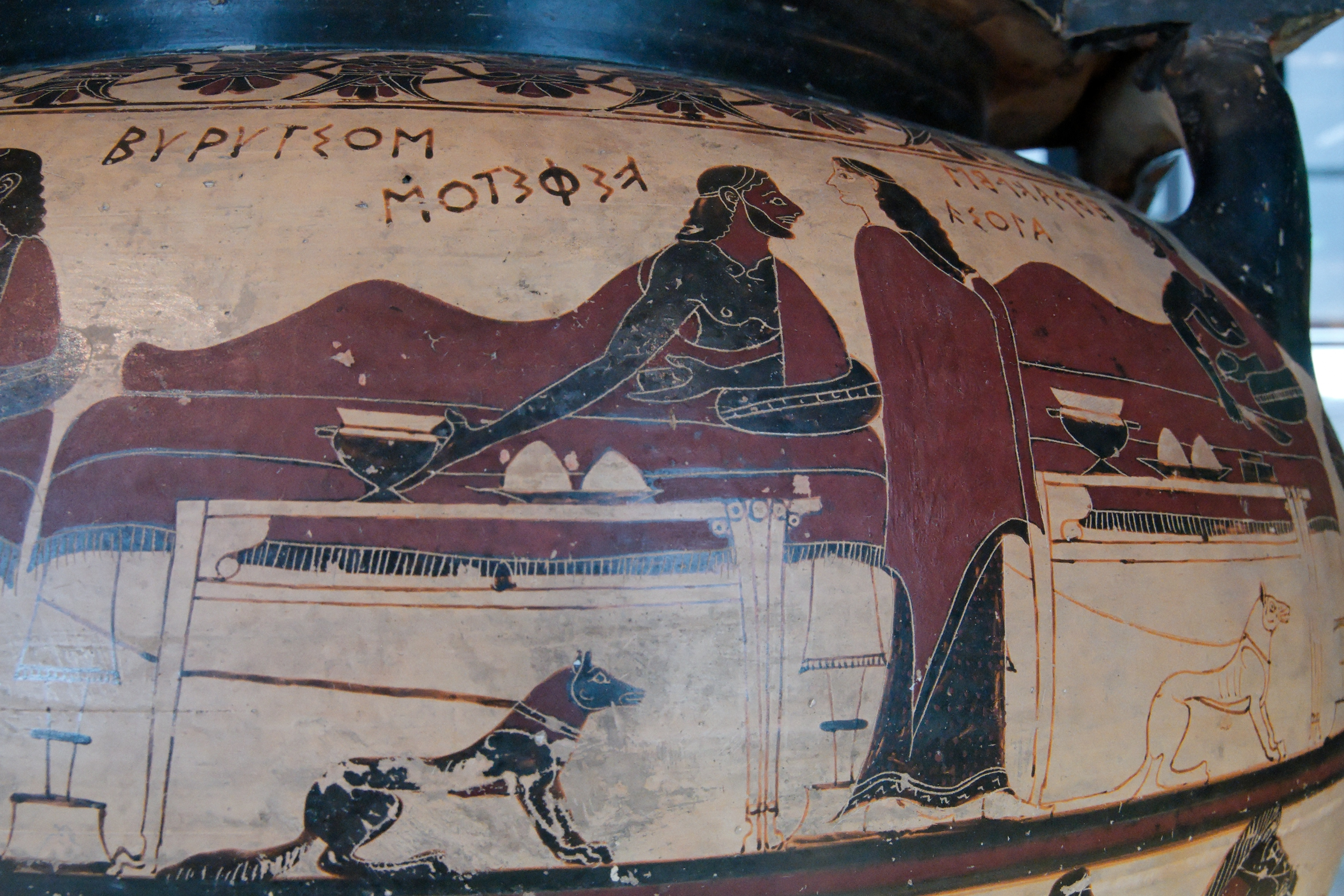
Cara A: detalle